# Noora Louhimo
Noora Louhimo (Rauma, Finnország, 1988. november 6. – ) finn metálénekesnő, a Battle Beast énekesnője. Louhimo 2012-ben csatlakozott az együtteshez Nitte Valo, az eredeti énekesnő helyett, aki kilépett az együttesből magánéleti okok miatt. 2013-ban jelent meg az együttes első kislemeze Louhimo vokáljaival ”Into the Heart of Danger” címen.
2019-ben bejelentette, hogy szólólemezen is dolgozik, amely 2021-ben jelent meg Eternal Wheel of Time and Space címmel.

## Diszkográfia

### Battle Beast
- Battle Beast (2013)
- Unholy Savior (2015)
- Bringer of Pain (2017)
- No More Hollywood Endings (2019)

### Szólóalbumok
- Eternal Wheel of Time and Space (2021)